# Larstorp, Höglunda och Skogshult
Larstorp, Höglunda och Skogshult är en av SCB avgränsad och namnsatt småort i Örebro kommun i Närke. Småorten omfattar bebyggelse i de tre bostadsområdena i Tysslinge socken.